# STX12
STX12 (англ. Syntaxin 12) – білок, який кодується однойменним геном, розташованим у людей на короткому плечі 1-ї хромосоми.  Довжина поліпептидного ланцюга білка становить 276 амінокислот, а молекулярна маса — 31 642.
| 10         |  | 20         |  | 30         |  | 40         |  | 50         |
| ---------- |  | ---------- |  | ---------- |  | ---------- |  | ---------- |
| MSYGPLDMYR |  | NPGPSGPQLR |  | DFSSIIQTCS |  | GNIQRISQAT |  | AQIKNLMSQL |
| GTKQDSSKLQ |  | ENLQQLQHST |  | NQLAKETNEL |  | LKELGSLPLP |  | LSTSEQRQQR |
| LQKERLMNDF |  | SAALNNFQAV |  | QRRVSEKEKE |  | SIARARAGSR |  | LSAEERQREE |
| QLVSFDSHEE |  | WNQMQSQEDE |  | VAITEQDLEL |  | IKERETAIRQ |  | LEADILDVNQ |
| IFKDLAMMIH |  | DQGDLIDSIE |  | ANVESSEVHV |  | ERATEQLQRA |  | AYYQKKSRKK |
| MCILVLVLSV |  | IILILGLIIW |  | LVYKTK     |  |            |  |            |

A: Аланін

C: Цистеїн

D: Аспарагінова кислота

E: Глутамінова кислота

F: Фенілаланін

G: Гліцин

H: Гістидин

I: Ізолейцин

K: Лізин

L: Лейцин

M: Метіонін

N: Аспарагін

P: Пролін

Q: Глутамін

R: Аргінін

S: Серин

T: Треонін

V: Валін

W: Триптофан

Кодований геном білок за функцією належить до фосфопротеїнів. 
Задіяний у таких біологічних процесах як транспорт, транспорт білків, поліморфізм, ацетиляція. 
Локалізований у мембрані, апараті гольджі, ендосомах.